# Integrità dei dati
Con il termine integrità dei dati si intende, nell'ambito della sicurezza informatica e delle telecomunicazioni, la protezione dei dati e delle informazioni nei confronti delle modifiche del contenuto, accidentali (involontarie) oppure effettuate volontariamente da una terza parte, essendo compreso nell'alterazione anche il caso limite della generazione ex novo di dati ed informazioni.

## Descrizione
I dati e le informazioni possono essere sia scambiati tra un mittente ed uno o più destinatari, sia memorizzati e/o archiviati su un generico supporto. L'integrità dei dati garantisce la qualità del supporto che li contiene (ad es. CD, DVD...) o di un software, ad esempio un database.
Insito nel concetto di integrità vi è la possibilità di verificare con assoluta certezza se un dato o una informazione siano rimasti integri, ossia inalterati nel loro contenuto, durante la loro trasmissione e/o la loro memorizzazione. In un sistema che garantisce l'integrità, l'azione di una terza parte di modifica del contenuto delle informazioni scambiate tra mittente e destinatario, viene quindi rilevata.
Maggiore sarà l'integrità dei dati e consequenzialmente maggiore sarà la possibilità di esatta lettura/scrittura degli stessi e quindi di prevenzione degli errori.

### Crittografia
L'integrità dei dati scambiati è molto spesso associata all'autenticazione di questi nel senso che molti protocolli o meccanismi o algoritmi crittografici di tipo simmetrico o asimmetrico (es. MAC e firma digitale nei documenti digitali) sono in grado di assicurare entrambi i requisiti.

### Reti
Molti protocolli di comunicazione all'interno dello stack protocollare di rete, assicurano il controllo sull'integrità dei dati scambiati in una comunicazione attraverso un opportuno campo checksum contenuto nell'intestazione (header) del pacchetto, ciascuno per ogni PDU del pacchetto stesso. Determinati errori di trasmissione possono essere poi recuperati tramite tecniche/sistemi di recupero di errore (codifica di canale con FEC). Altri protocolli di tipo crittografico come SSL/TLS assicurano il controllo dell'integrità dei dati attraverso meccanismi di tipo crittografico (es. funzioni hash).